# Utricularia incisa
Utricularia incisa este o specie de plante carnivore din genul Utricularia, familia Lentibulariaceae, ordinul Lamiales. A fost descrisă pentru prima dată de Achille Richard, și a primit numele actual de la Brother Alain. Conform Catalogue of Life specia Utricularia incisa nu are subspecii cunoscute.